# Poi (Wallis und Futuna)
Poi (französisch auch Poï) ist ein Dorf im Königreich Alo, welches als Teil des französischen Überseegebiets Wallis und Futuna zu Frankreich gehört.

## Lage
Das Dorf erstreckt sich entlang der Ostküste der Insel Futuna. Im Süden des Dorfes befindet sich die römisch-katholische Kirche Sanctuaire de St. Pierre Chanel und eine Missionsstätte der Missionarinnen der Gesellschaft Mariens (SMSM).

## Bevölkerung
Die Einwohnerzahl ist seit Jahren rückläufig. 1996 lebten in Poi noch 326 Menschen, während es 2003 nur noch 294 und 2008 nur noch 256 Personen waren. Heute (Stand 1. Januar 2023) leben noch 165 Menschen im Dorf. Ein Großteil der jüngeren Bevölkerung wandert nach Neukaledonien aus.